# ماركو كوزين
ماركو كوزين (بالإيطالية: Marco Cusin)‏ مواليد 28 فبراير 1985، هو لاعب كرة سلة إيطالي يلعب في ليغا باسكيت الدرجة الأولى ويحمل الرقم 24. يبلغ طوله 6 قدم 11 بوصة (2.1 م). مثّل منتخب إيطاليا لكرة السلة.

## فرق لعب لها
- فيكتوريا يبرتاس بيزارو
- بالاكانسترو كانتو
- دينامو باسكت ساساري

## روابط خارجية
- ماركو كوزين على موقع الاتحاد الدولي لكرة السلة (الإنجليزية)
- ماركو كوزين على موقع الدوري الأوروبي لكرة السلة (الإنجليزية)
- ماركو كوزين على موقع كرة السلة الأوروبية.كوم (الإنجليزية)
- ماركو كوزين على موقع ريلجم (الإنجليزية)
- ماركو كوزين على موقع بروبوليرز (الإنجليزية)
- ماركو كوزين على موقع سبورتس رفرنس (الإنجليزية)